# ۹۸۴ (میلادی)
۹۸۴ (میلادی) نهصد و هشتاد و چهارمین سال تقویم میلادی است.

## درگذشتگان
‎